# Тамазатюбе
Тамазатюбе (ног. Тамаза-Тоьбе) — село в Бабаюртовском районе Дагестана.
Является административным центром Тамазатюбинского сельского поселения.

## География
Расположено к востоку от районного центра Бабаюрт.
Ближайшие населённые пункты: на севере — сёла Баласма, Сангар и Тамазатюбе старое, на юге — село Харазма, на юго-западе — село Татаюрт, на востоке — Лугувалу, на западе — село Цадах.

## История
Начиная с первой половины XVII ногайцы начали активно переселяться на территорию Прикаспийской низменности, в частности на Кумыкскую равнину (Терско-Сулакское междуречье) из исторической их родины — Ногайской степи, главным образом из Ногайского района. Образовано в 1939 году в результате сселения сел и хуторов колхоза имени К.Маркса: Тамаза-Тюбе, Карасакал-Аул, Шихали-Аул, Ялангач-Коль, Уразгул-Аул, Караяр-Аул и Аджибай-Аул.

## Население
| 1959 | 1970  | 1989  | 2002  | 2010  | 2021  |
| ---- | ----- | ----- | ----- | ----- | ----- |
| 623  | ↗3635 | ↘1299 | ↗1609 | ↗1718 | ↗1874 |

По данным Всероссийской переписи населения 2010 года:
| № | Национальность | Численность, чел. | Доля |
| - | -------------- | ----------------- | ---- |
| 1 | ногайцы        | 1524              | 89 % |
| 2 | кумыки         | 109               | 6 %  |
| 3 | аварцы         | 29                | 2 %  |
| 4 | лакцы          | 23                | 1 %  |
| 5 | другие         | 33                | 2 %  |